# Peppino di Capri
Peppino di Capri, de son vrai nom Giuseppe Faiella (né à Capri le 27 juillet 1939) est un auteur-compositeur, chanteur, pianiste et acteur italien.

## Biographie
Ses tubes internationaux incluent notamment Roberta (1958), St.Tropez Twist en 1962, Melancolie (1965), Champagne (1973), E mo' e mo (1985).
Avec d'innombrables 45 tours publiés dès le début des années 60, quarante albums studio et trois en public, il est un phénomène en Italie, mais demeure méconnu en France.
Peppino di Capri commence à chanter et jouer du piano à l'âge de 4 ans, divertissant les troupes de l'armée américaine stationnée sur l'île de Capri, avec un répertoire de standards américains.
Après 6 ans d'études classiques et jouant dans les clubs autour de Capri, Peppino et son groupe « The Rockers » sortent leur premier single, en 1958 avec les chansons  Malattia  (« maladie ») et  Nun è Peccato  (« ce n'est pas un péché »), chanté en langue napolitaine.
Le single est un succès instantané, et Peppino part en tournée l'année suivante, puis suit une série de singles alternant versions italiennes de twist américain et chansons reprises, avec quelques couplets chantés en anglais et morceaux originaux en italien et napolitains.
Sa notoriété est telle qu'il est fait allusion à lui dans le film de Dino Risi Le Fanfaron (titre original : Il sorpasso).

### Carrière musicale
Après avoir assuré la première partie des spectacles des Beatles lors de leur tournée de 1965 en Italie, Peppino di Capri et son groupe tentent l'aventure sur le marché européen et mondial, bien accueilli au Brésil, grâce à la communauté des italiens émigrés dans le pays. Dans ce pays, en 2023, ses disques font toujours l'objet de régulières rééditions. Il sort également des disques en Argentine et au Vénézuela.
En France, quelques 45 tours sortent : Roberta (EP 4 chansons Festival IN-EP 201), Tu, cioè (SP 2 titres Milan MI 40 MS 17).
De 1970 à 1975, il sort avec un grand succès quatre albums de chansons napolitaines intitulés Napoli ieri - Napoli oggi.
Dans les années 1970  Peppino di Capri forme un nouveau groupe, les « nouveaux Rockers ». En 1973, il remporte le Festival della canzone italiana (« Festival de la chanson italienne », mieux connu comme le Festival de Sanremo) , avec la chanson  Un grande amore e niente più  (un grand amour et rien de plus).
La même année, il sort la chanson  Champagne  qui a été un grand succès en Italie, en Allemagne, en Espagne et au Brésil. En 2013, à l'occasion du quarantième anniversaire, il crée un dessin animé produit par Tilapia Animations.
Il remporte de nouveau le Festival de Sanremo en 1976, avec la chanson Non lo faccio più (« je ne le ferai plus »). Dans la foulée, à l'occasion de la sortie de son dix-neuvième album E commincio cosi, il enregistre de nouvelles interprétations de ses toutes premières chansons.
A la manière de chanteurs français comme Johnny Hallyday, l'artiste sort dans les souvent deux à trois albums par an au cours de la période allant des années 1960 aux années 1980, ce qui lui vaut une discographie supérieure à la moyenne.
En 1978 sous le titre  Fiore di carta , il reprend en italien la chanson des Bee Gees How Deep Is Your Love dans son vingt-deuxième album Verdemela.
En 1980, il s'essaie à un style plus moderne avec l'album Con in testa strane idee qui sort également en France sous le label Milan/RCA. La même année, ce label sort en 33 tours une compilation, les 16 plus belles chansons napolitaines et le 45 tours Tu, cioè qui rencontrent l'indifférence du public hexagonal.
En 1981, un titre de son vingt-cinquième album Bona furtuna intitulé Tiemp'e blues reflète une polémique avec le chanteur Pino Daniele, représentant de la nouvelle génération des chanteurs napolitains.
En 1982, à l'occasion de son vingt-sixième album Juke Box, il réenregistre ses grands succès avec des arrangements modernes, accompagné par le groupe Il Giardino dei Semplici, obtenant un grand succès, suivi d'un vingt-septième album Torno subito . Ce regain d'intérêt est confirmé trois ans plus tard par le triomphe de E mo' e mo, single qu'il présente en compétition au festival de Sanremo. S'il obtient seulement la 9e place sur 22 concurrents, il décroche ce qui est à ce jour son dernier gros succès. Il sort dans la foulée en juin 1985 son vingt-huitième album Zitto zitto qui sera le seul 33 tours édité par le label Baby Records. Deux ans plus tard, il connaît à nouveau le succès avec la chanson Il sognatore qui donne son titre à son vingt-neuvième album.
Le 4 janvier 1987, Peppino di Capri enregistre à Londres son premier album live Peppino di Capri in concerto au  Royal Albert Hall, disque qui sort en 1988.
Il aborde la décennie 90 avec trois albums de 1990 à 1992 qui connaissent une carrière discrète I ragazzi di ieri, Comme è doce 'o mare et E cerchi il mare.
En 1991, il représente l'Italie au Concours Eurovision de la chanson et arrive en 7e position avec la chanson  Comme è ddoce 'o mare   (« comment est douce la mer), chanté en napolitain. Léon Zitrone qui commente le concours pour les téléspectateurs français fait remarquer que le chanteur est affecté d'un tic assez déplaisant (il secoue sa tête), ce à quoi le public italien est habitué.
En 1994, le label On Stage Rec. met en vente en toute illégalité un cd de 16 chansons inédites du chanteur, Solo due righe. S'il est vendu sur Ebay, le disque a fini par être interdit de vente sur Discogs, site de vente en ligne.
En 1995, il sort deux albums, Trio Melody et Di Capri...di più. Il participe au Festival de Sanremo avec Gigi Proietti et Stefano Palatresi sous le nom de  Trio Melody interprétant  Ma che ne sai... (...se non hai fatto il piano-bar). Après le festival sort un album en tant que Trio Melody. Gigi Proietti et Stefano Palatresi  interprètent chacun trois chansons en soliste sur l'album.
Sur Di Capri...di più , on retrouve sous le titre O Mare, la chanson du compositeur portugais Ferrer Trindade qui a été adaptée avec un grand succès en 2000 par Hélène Ségara sous le titre Elle, tu l'aimes, deuxième extrait de l'album Au nom d'une femme. Il faut ensuite attendre 2001 pour une nouvelle participation au festival de Sanremo avec la chanson Pioverà qui anticipe la sortie de son 34e album Fase 3.
Sa dernière apparition au festival de Sanremo date de 2005, avec La Panchina (« le banc »). Il sort dans la foulée son 35e album Amore It. Après un silence de deux ans, il sort un album de chansons napolitaines Ad Occhi Chuisi... Napoli.
Il fait ses débuts de compositeur de musique de films en signant la partition de la série télévisée Capri en 2006, dans laquelle il fait une apparition comme acteur dans un épisode.
Se faisant plus discret tout en continuant à donner des concerts, il sort les albums Magnifique ( Noël 2011) , L'archiappasogni (2014) et  Mister Peppino di Capri (2019), son dernier album à ce jour.
En 2008, pour fêter ses cinquante ans de carrière, il a sorti un DVD 50° qui présente un concert enregistré à Rome. Sur une compilation intitulée Collection 2 - le donne amano, il propose trois de succès en duo avec des artistes à la mode.
En 2016, il sort une compilation comportant quatre chansons inédites : Una musica infinita.
En 2019, à la suite du décès de son épouse, il se met en retrait du métier, continuant cependant épisodiquement à apparaître dans des émissions télévisées qui lui sont consacrées.
Le 10 février 2023, il est invité à la quatrième soirée du festival de Sanremo, il interprète son grand succès Champagne et le refrain de la chanson avec laquelle il gagna le festival en 1976 Un grande amore e niente più. Il reçoit à la suite le prix de la ville de Sanremo pour l'ensemble de sa carrière.

### Vie privée
Peppino di Capri s'est marié avec le mannequin Roberta Stoppa (1961-?) et en a divorcé. Et a eu un fils, Igor né en 1970.
Remarié à Giugliana Gagliardi (1978 - 4 juillet 2019, son décès). Deux fils : Edoardo (1981) et Dario (1986).

## Participations au Festival de Sanremo
- 1967 Dedicato all'amore, couplé à Dionne Warwick (éliminé)
- 1971 L'ultimo romantico, couplé à Pino Donaggio (11e)
- 1973 Un grande amore e niente più (1re)
- 1976 Non lo faccio più (1re)
- 1980 Tu cioè... (finaliste)
- 1985 E mo’ e mo’ (9e)
- 1987 Il sognatore (5e)
- 1988 Nun chiagnere (17e)
- 1989 Il mio pianoforte (11e)
- 1990 Evviva Maria, couplé à Kid Creole & The Coconuts (finaliste)
- 1992 Favola blues, couplé à Pietra Montecorvino (14e)
- 1993 La voce delle stelle (éliminé)
- 1995 Ma che ne sai (Se non hai fatto il pianobar), avec Gigi Proietti et Stefano Palatresi sous le nom de Trio Melody (13e)
- 2001 Pioverà (Habibi ené) (11e)
- 2005 La panchina (finaliste)

## Discographie

### Albums studio
Peppino di Capri a sorti 39 albums studio et trois albums en public.
- 1958 - Peppino di Capri e i suoi Rockers
- 1960 - Peppino di Capri e i suoi Rockers
- 1960 - Nessuno al mondo
- 1961 - Peppino di Capri e i suoi Rockers
- 1962 - Peppino di Capri e i suoi Rockers
- 1962 - Peppino di Capri e i suoi Rockers
- 1963 - Peppino di Capri e i suoi Rockers
- 1964 - Peppino di Capri e i suoi Rockers
- 1964 - Peppino di Capri e i suoi Rockers
- 1966 - Girl
- 1970 - Napoli ieri - Napoli oggi
- 1971 - Napoli ieri - Napoli oggi - Vol. II
- 1972 - Hits - Vol. I
- 1972 - Hits - Vol. II
- 1973 - Peppino di Capri e i New Rockers
- 1973 - Napoli ieri - Napoli oggi - Vol. III
- 1974 - Il giocatore
- 1975 - Napoli ieri - Napoli oggi - Vol. IV
- 1976 - ...e cominciò così
- 1976 - Non lo faccio più
- 1977 - Aiere
- 1978 - Verdemela
- 1979 - Viaggi
- 1980 - Con in testa strane idee
- 1981 - Bona furtuna
- 1982 - Juke - Box
- 1983 - Torno subito!
- 1985 - Zitto zitto
- 1987 - Il sognatore
- 1990 - I ragazzi di ieri
- 1991 - Comme è ddoce 'o mare - Napoli oggi Napoli ieri
- 1992 - ...e cerchi il mare
- 1995 - Ma che ne sai... (...se non hai fatto il piano-bar) (en tant que Trio Melody avec Gigi Proietti et Stefano Palatresi) (Album non considéré comme faisant partie de la discographie de Peppino di Capri en tant que soliste).
- 1995 - Di Capri...di più
- 2001 - Fase 3
- 2005 - Amore.it
- 2007 - Ad occhi chiusi... Napoli
- 2011 - Magnifique
- 2014 - L'acchiappasogni
- 2019 - Mister...Peppino Di Capri

### Albums en public
- 1988 - Peppino di Capri in concerto
- 1996 - Due ragazzi così - live '96 (avec Fred Bongusto)
- 2003 - In tour

### Compilations
108 albums de compilations ont été édités à ce jour
- 1967 - Canta Peppino vol.1
- 1967 - Canta Peppino vol.2
- 1967 - Canta Peppino vol.3
- 1968 - Notte di luna calante
- 1968 - Munasterio 'e santa chiara
- 1968 - Let's twist again
- 1968 - Te voglio stasera
- 1968 - Parlami d'amore, Mariù
- 1968 - Incontro con Peppino di Capri
- 1968 - I dischi d'oro di Peppino di Capri
- 1970 - Peppino e le canzoni di Napoli
- 1975 - 1000 giorni
- 1977 - Specialissimo vol.1
- 1977 - Specialissimo vol.2
- 1978 - Specialissimo vol.3
- 1978 - 20 supersuccessi
- 1979 - Teneramente
- 1980 - Il meglio
- 1980 - Una Napoli fa
- 1980 - Raccolta Di Successi 1970 -1980 1º
- 1980 - Raccolta Di Successi 1970 -1980 2º
- 1982 - Peppino Di Capri
- 1982 - Luna caprese
- 1982 - ...è mezzanotte
- 1983 - Parlami d'amore, Mariù
- 1984 - Il Meglio di Peppino Di Capri
- 1984 - Canta Peppino Di Capri Vol.1
- 1984 - Canta Peppino Di Capri Vol.2
- 1984 - Te voglio stasera
- 1985 - L'album di Peppino Di Capri
- 1985 - Story 1
- 1985 - Story 2
- 1985 - Story 3
- 1985 - Story 4
- 1985 - Story 5
- 1985 - Peppino Di Capri
- 1986 - Twist Rumba Cha Cha Cha
- 1986 - Dancing
- 1986 - Peppino e Fred - La classe e lo stile (con Fred Bongusto)
- 1986 - Peppino Di Capri
- 1987 - Raccolta di successi
- 1987 - Nessuno al mondo
- 1988 - Collection - Champagne
- 1988 - Collection - Auguri
- 1988 - Collection - Forever
- 1988 - Collection - Napoletana Vol.1
- 1988 - Collection - Napoletana Vol.2
- 1990 - Personale di Peppino Di Capri
- 1991 - I successi di Peppino Di Capri
- 1991 - Malafemmena
- 1992 - Peppino Di Capri
- 1992 - Peppino Di Capri Vol.2
- 1992 - Voce 'e notte
- 1992 - Piscatore 'e Pusilleco
- 1993 - Peppino Di Capri
- 1993 - I più grandi successi
- 1993 - Peppino Di Capri
- 1993 - Trentacinque anni 1958-1993
- 1993 - Il meglio di
- 1993 - Collezione
- 1993 - I successi
- 1993 - Una voce un cuore
- 1994 - Torna Piccina
- 1994 - Solo due righe (Edition pirate bootleg mise en vente par le label On Stage Rec. et depuis interdite à la vente).
- 1996 - I re del night (con Fred Bongusto)
- 1997 - "Roberta" e altri grandi successi
- 1997 - Ancora...grandi successi
- 1997 - Sempre...grandi successi
- 1997 - Gli anni d'oro vol.1
- 1997 - Gli anni d'oro vol.2
- 1997 - Gli anni d'oro vol.3
- 1997 - Gli anni d'oro vol.4
- 1998 - 40 anni di canzoni
- 1998 - Raccolta di successi 1
- 1998 - Raccolta di successi 2
- 1998 - Raccolta di successi 3 - Canta Napoli
- 1999 - Voce 'e notte
- 2000 - Nessuno al mondo - I successi del juke-box
- 2000 - Voce 'e notte - L'oro di Napoli
- 2000 - Il nostro concerto - Le canzoni di sempre
- 2000 - Addio mondo crudele - I favolosi anni sessanta
- 2000 - Saint Tropez twist - I balli del sabato sera
- 2000 - Luna caprese - La magia del golfo
- 2000 - Don't play that song - International hit-parade
- 2000 - Stanotte nun durmì - Napoli by night
- 2000 - Sarrà chi sa... - Tempo di Festival
- 2000 - La lunga strada - La vita è una canzone
- 2000 - Cinque minuti ancora - Momenti d'amore
- 2000 - L'amore viene e va - Affari di cuore
- 2000 - Guardando il cielo - Volano i pensieri
- 2000 - Forget Me? - Canzoni da ricordare
- 2001 - Il meglio (1981-1998) vol.2
- 2003 - Napoli ieri - Napoli oggi - Vol. V
- 2004 - Peppino Di Capri
- 2004 - I successi
- 2006 - Le più belle canzoni di
- 2008 - I grandi successi
- 2008 - Collection - Se non è amore
- 2008 - Collection 2 - Le donne amano
- 2009 - 50 grandi successi per 50 anni di carriera
- 2010 - Luna caprese
- 2010 - Io te vurria vasà
- 2011 - I successi
- 2012 - Antologia napoletana
- 2012 - Parlami d'amore, Mariù
- 2013 - Luna caprese
- 2015 - Le canzoni d'amore
- 2016 - Playlist
- 2016 - ...una musica infinita...
- 2017 - Peppino Di Capri

### 45 tours
- 1958 - L'autunno non è triste/Let me cry
- 1958 - Last train to San Fernando/Mambo alfabetico
- 1958 - Pummarola boat/Nun è peccato
- 1958 - Let me cry/You're divine dear
- 1958 - L'autunno non è triste/Mambo alfabetico
- 1958 - Pummarola boat/Nun è peccato
- 1958 - Last train to San Fernando/Teach you to rock
- 1958 - 'mbraccio a mme/Malatia
- 1959 - Sempre con te/Partir con te
- 1959 - Piove/Nessuno
- 1959 - Donna/M'addormento con te
- 1959 - Nun me lassà/Si turnata
- 1959 - When/Stupid Cupid
- 1959 - Viene vicino a mmé/La duena de mi corazon
- 1959 - Midnight/Forget Me
- 1959 - Carina/Guardatemi bene
- 1959 - Com'è bello/Forget Me
- 1959 - Sta' miss 'nciucio/Primma e dopo
- 1959 - Forget Me/Guardatemi bene
- 1959 - Solitudine/Sarrà chi sa
- 1959 - Napulione 'e Napule/Pimma e dopo
- 1959 - Forget me?/Nun è peccato
- 1959 - Accussì/Vieneme 'nzuonno
- 1959 - Ghiaccio/Chissà pecché...
- 1959 - Mamalola/Lassame
- 1959 - At Capri you'll find the fortune/Voce 'e notte
- 1959 - Malatia/Lassame
- 1959 - Libero/È mezzanotte
- 1960 - È vero/Colpevole
- 1960 - Danni Boy/Marina
- 1960 - Nessuno al mondo/Nun songh'io
- 1960 - Il mio incubo/Io tremmo
- 1960 - Nun giurà/Suonno
- 1960 - Abrete Sesamo/Ch'aggia ffa
- 1960 - Mai dire mai/Lady
- 1960 - Freva/'A pianta 'e stelle
- 1960 - Luna caprese/Vicino 'o mare
- 1960 - Il nostro concerto/Se piangi tu
- 1960 - Notte di luna calante/I' te vurria vasà
- 1960 - Per un attimo/Te voglio stasera
- 1960 - Che vita/Tu sei l'orizzonte
- 1961 - No, nun dì ca me vuò bbene/Ciento strade
- 1961 - Aprile a Napoli/Nun m'aspettà chesta sera
- 1961 - Stanotte nun durmì/Peppino
- 1961 - Parlami d'amore, Mariù/Pensiero
- 1961 - Noi due/'A paura
- 1961 - Guardando il cielo/No, nun è overo
- 1961 - Piscatore 'e Pusilleco/Non siamo più insieme
- 1961 - Cinque minuti ancora/Quando
- 1961 - Parlami d'amore, Mariù/Stanotte nun durmì
- 1961 - Voca e va piscatò/'E nnamurate
- 1961 - Bianco Natale/Jingle bells
- 1961 - Let's twist again/Non siamo più insieme
- 1962 - The jet/Everybody dance
- 1962 - Scetate/Le stelle d'oro
- 1962 - St. Tropez Twist/Daniela
- 1962 - Torna piccina/Verso te
- 1962 - Sogno d'amore twist/Nell'immenso del cielo
- 1962 - Addio mondo crudele/Don't play that song
- 1962 - Speedy Gonzales/Madison time
- 1962 - New York/Dammi la primavera
- 1963 - Roberta/Nustalgia
- 1963 - Vita difficile/Per te morirò
- 1963 - Non ti credo/Poof
- 1963 - Yes/T'hanno vista domenica sera
- 1963 - Baby/I marziani/...e voi ridete
- 1964 - Shout/Ieri sera a quella festa
- 1964 - Piccatura/Chi accende le stelle?
- 1964 - Solo due righe/Boom! Boom! Surf
- 1964 - È un'ora che ti aspetto/Ti pentirai
- 1964 - Chiove/Io no
- 1964 - Topless/Se ti senti sola
- 1964 - Didi da didi du/Se ti senti sola
- 1964 - Ieri/Forse lo so/Perché
- 1964 - Voce 'e notte/I' te vurria vasà
- 1965 - Forse qualcuno lo sa/Melancolie
- 1965 - La lunga strada/Non rimpiangerai
- 1965 - Che figura/Morire a Capri
- 1965 - La fuga/La la la la la
- 1966 - Girl/Ora siamo qui
- 1966 - Operazione sole/Non chiedo più niente per me
- 1966 - Lucia/Ce vo' tiempo
- 1966 - Adesso che c'è lei/Quanno duie se vonno bene
- 1966 - L'amore non è amore senza te/Gira...gira...
- 1967 - Dedicato all'amore/Dillo a tuo padre
- 1967 - Ritorna da me/L'amore viene e va
- 1967 - 'O tiempo 'e Maria/Tutta pe' mme
- 1967 - Piangi piangi/Capri
- 1968 - È sera/Chiudere gli occhi
- 1968 - Cara piccina/Bach 70
- 1968 - La colpa è della vita/Mi fermo ogni sera
- 1969 - Tu/Vola vola
- 1969 - Munasterio 'e Santa Chiara/Malafemmena
- 1970 - Barbara/The River
- 1970 - Annalee/Suspiranno
- 1970 - Me chiamme ammore/Torna
- 1971 - L'ultimo romantico/L'accenno di un sorriso
- 1971 - Musica/'Na sera e' maggio
- 1971 - Frennesia/Signò dint'a sta chiesa
- 1971 - Amare di meno/Un anno fa
- 1972 - Una catena d'oro/Che delusione, amore, questa sera
- 1972 - Solo io/Probabilmente
- 1972 - Magari/Munasterio è Santa Chiara
- 1973 - Un grande amore e niente più/Per favore non gridare
- 1973 - Scusa.../Piano piano, dolce dolce
- 1973 - Champagne/La prima sigaretta
- 1974 - Amore grande, amore mio/E ridendo ridendo
- 1974 - Domani/Finale scontato
- 1974 - Mai/Lasciamo stare
- 1975 - Un piccolo ricordo/Gelusia
- 1975 - Amo/Il giocatore
- 1975 - Amo/Love me as though there were no tomorrow
- 1976 - Non lo faccio più/Vorrei, vorrei, vorrei
- 1976 - Pazzo di te/Se io vado via
- 1976 - Trovarsi e perdersi/Non sono dio
- 1977 - Incredibile voglia di te/Il musicista
- 1977 - Piccerè/Tu m'arrubave l'aria
- 1978 - Auguri/Piccerè
- 1978 - Love me/Fiore di carta
- 1979 - Portami a ballare/Avvicinati
- 1979 - Fresca fresca/Veliero
- 1980 - Tu, cioè/Anima
- 1980 - Cristina/Il cacciatore
- 1981 - Ammore/Capri, sempe blu'
- 1981 - Bona furtuna/Allero, allero
- 1983 - Sera/Ci sei
- 1985 - E mo e mo (te voglio bene)/Chi sa, chi sa...
- 1986 - Stasera (Like an angel) / Un'estate fra le dita
- 1987 - Il sognatore/Te sento luntana
- 1988 - Nun chiagnere/Alta marea
- 1989 - Il mio pianoforte/Like an angel
- 1990 - Evviva Maria/Evviva Maria (strumentale)
- 1991 - Comme è ddoce 'o mare/'O sole

### EP
- 1959 - Piove/Partir con te/Nessuno/Sempre con te
- 1959 - Let me cry/Malatia/Last train to San fernando/'Mbraccio a mme
- 1959 - Midnigt/M'addormento con te/Donna/La duena de mi corazon
- 1959 - Sì turnata/Stupid cupid/Forget me?/When
- 1959 - Ghiaccio/Chissà pecché/Lassame/Nun è peccato
- 1959 - Libero/Colpevole/È vero/È mezzanotte
- 1960 - Danny boy/Il mio incubo/Suonno/Nun giurà
- 1960 - Marina/Nessuno al mondo/Voce 'e notte/Nun songh'io
- 1960 - I' te vurria vasà/Se piangi tu/Notte di luna calante/Lady
- 1960 - Luna caprese/Freva/Mai dire mai/'A pianta 'e stelle
- 1961 - Parlami d'amore, Mariù/Ciento strade/Per un attimo/Stanotte nun durmì
- 1961 - Aprile a Napoli/Tu sei l'orizzonte/Peppino/Nun m'aspettà chesta sera
- 1961 - Piscatore 'e Pusilleco/Non siamo più insieme/Voca e và piscatò/Cinque minuti ancora
- 1962 - Let's twist again/Non siamo più insieme/the jet/Everybody dance
- 1962 - Daniela/Torna piccina/Verso te/St. Tropez twist
- 1962 - Speedy gonzales/Madison time/Don't play that song/Addio mondo crudele
- 1963 - Roberta/Vita difficile/Nustalgia/Per te morirò
- 1997 - Voglia di tre
- 2007 - Roberta (solo un giorno, solo un'ora)
- 2008 - Amare di meno (con Luigi Libra)

### DVD
- 2008 - 50 Double DVD en concert[6]

## Carrière d'acteur
En tant qu'acteur, Peppino di Capri a participé à un certain nombre de films, dans lesquels il joue souvent son propre rôle.

## Filmographie

### Cinéma
- 1961 : Mina... fuori la guardia, d'Armando W. Tamburella
- 1961 : Cacciatori di dote, de Mario Amendola
- 1961 : Io bacio... tu baci, de Piero Vivarelli
- 1961 : Maurizio, Peppino e le indossatrici, de Filippo Walter Ratti
- 1961 : Pesci d'oro e bikini d'argento, de Carlo Veo
- 1961 : Vacanze alla Baia d'Argento, de Filippo Walter Ratti
- 1961 : Parlez-moi d'amour (Che femmina!! e... che dollari!) de Giorgio Simonelli : lui-même
- 1962 : Canzoni a tempo di twist, de Stefano Canzio
- 1962 : Twist, lolite e vitelloni, de Marino Girolami
- 1963 : Canzoni nel mondo, de Vittorio Sala
- 1963 : Urlo contro melodia nel Cantagiro 1963, d'Arturo Gemmiti
- 1965 : Viale della canzone, de Tullio Piacentini
- 1965 : Giorno caldo al Paradiso Show, d'Enzo Di Gianni
- 1975 : Tireur d'élite (La Polizia interviene: ordine di uccidere) de Giuseppe Rosati
- 1983 : Cuando calienta el sol... vamos alla plaia, de Mino Guerrini
- 1996 : A spasso nel tempo, de Carlo Vanzina
- 1999 : Non lo sappiamo ancora, de Stefano Bambini, Alan De Luca et Lino D'Angiò
- 1999 : Terra bruciata, de Fabio Segatori
- 2015 : Natale col boss, de Volfango De Biasi

### Télévision
- 1967 : Totò a Napoli (1967) (téléfilm) de Daniele D'Anza
- 2006 : Capri, série télévisée, réalisation Enrico Oldoini (musique composée par Peppino di Capri).

#### Documentaire
- 1964 : Enquête sur la sexualité (Comizi d'amore) de Pier Paolo Pasolini[9]